# 柴姆·苏丁
柴姆·苏丁（法語：Chaïm Soutine，發音：[ʃaim sutin]，羅馬化：Khaim Solomonovich Sutin，羅馬化：Chaim Sutin；1893年1月13日—1943年8月9日）是一位生于白俄罗斯的犹太裔法国画家。他对在巴黎的表现主义绘画思潮有很大贡献。
苏丁的绘画受到欧洲传统绘画的熏陶，更受伦勃朗、夏尔丹和库尔贝等画家影响，但他的画风独具一格，更加关注质感、形状和色彩的表现，这在传统绘画和正在兴起的抽象表现主义之间起到了桥梁的作用。

## 生平

### 少年时期
苏丁诞生在现在的白俄罗斯的明斯克（当时还属于俄罗斯帝国）附近的一个小镇上的一个东正教犹太家庭里，是家中第十个孩子。苏丁的父亲是一个裁缝。童年时期，苏丁家中十分穷困，他常常受到父亲打骂。1910年至1913年，苏丁在维尔纽斯的维尔纽斯艺术学院学习，被他的老师认为是一个杰出的学生。1913年，他和他的朋友平库斯·克雷梅涅以及米歇尔·基科因一同移民到到巴黎，在法国艺术学校跟随费尔南·科尔蒙学习。他很快就形成了个人的风格和技巧。
有一段时间，他和朋友住在蜂巢居，一所位于蒙帕纳斯，供生活艰辛的艺术家居住的寓所。他常常去卢浮宫观摩画作，成了丁托列托、伦勃朗和塞尚的信徒。

### 第一次世界大战期间
1914年，第一次世界大战开始。苏丁十分热心地入伍，作为修筑战壕的工人，但不久后，因为健康原因，只能退伍，到巴黎的法尔吉埃城路养病。在此期间，他认识了比他年长十岁的阿梅代奥·莫迪利亚尼，后者成为了他的良师益友。莫迪利亚尼为苏丁画过好几次画像，尤其是1917年。
苏丁有时住在法尔吉埃城路，有时回到蜂巢居。他常常到利夫里-加尔冈看望基科因和他的妻子。他常常在街边寻找可以入画的景色，寻求创作灵感。他作画时不喜欢有人在旁边，有人接近时，他就把画布拉上。
莫迪利亚尼向苏丁介绍了他后来的经纪人利奥波德·兹博罗夫斯基。看到苏丁的画作后，兹博罗夫斯基立刻决定资助苏丁。1918年，莫迪利亚尼将这位生活困难的艺术家带到法国南部的尼斯，以逃避当时德国对巴黎的轰炸。
1919年10月，苏丁回到巴黎。这时，他在法尔吉埃城路的一个旧邻居写信邀请他到比利牛斯山脚的塞雷居住。苏丁对当时巴黎仇视外来人的气氛不满，于是很热心地接受了。兹博罗夫斯基资助他，使这次移居得以实现。

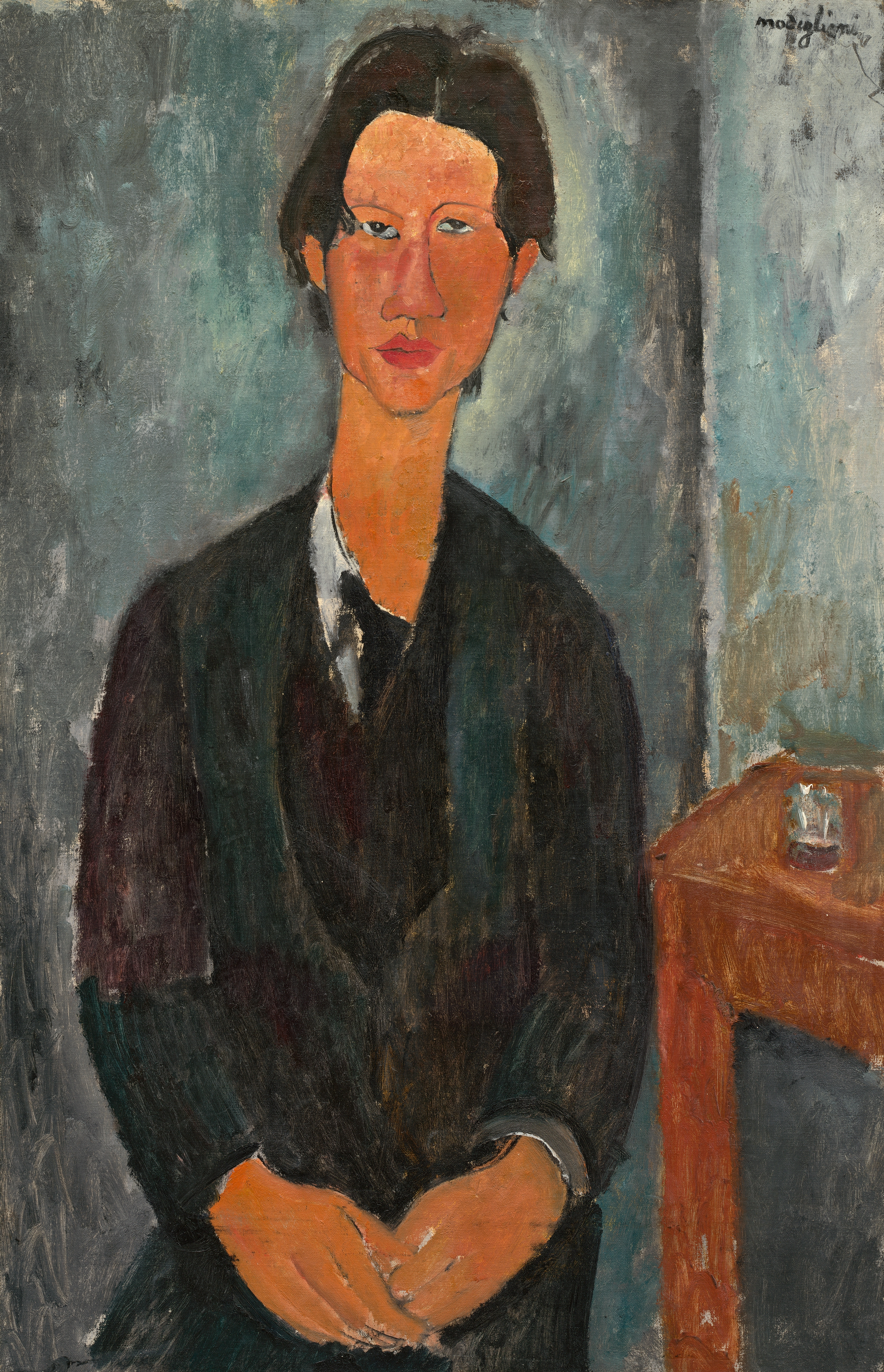
莫迪利亚尼为苏丁作的画像，1916年

### 在塞雷
1920年，在塞雷的苏丁知道了莫迪利亚尼去世的消息。他大受打击，开始戒酒并节制饮食。然而这时他的胃溃疡已经很严重了。他惊疑易怒的性格使得他游离于当时的艺术团体之外。大约有两年，他大量作画。
这段时间里，知名艺术品商人保罗·纪尧姆，开始赏识苏丁的作品。1923年，在纪尧姆组织的一场展览上，著名的美国收藏家阿尔伯特·C·巴恩斯当场买下了60件苏丁的画作。口袋里突然多出如此多一笔钱的苏丁立即到街上叫了一辆出租车，叫司机把自己载到尼斯，足足三百二十公里。
摆脱了贫困的苏丁开始回到巴黎，在那里他过起了舒适的生活。他住在蒙苏里公园附近，租了一间私人的工作间。他仍然不断作画。主题依旧是屠宰后的动物尸体。为此他把死的牛放在工作室里，后者的气味让邻居感到不安，一度报警。
苏丁的主要作品大多创作于1920年至1929年之间。他很少展出他的作品，但会参加重要的画展。1937年，他参加了巴黎的桔园美术馆的“国际独立艺术的起源与发展”展览，受到赞誉。

### 第二次世界大战期间
不久后，第二次世界大战爆发，法国被德国入侵。作为一个犹太人，苏丁只能逃离巴黎，躲藏起来，以免被盖世太保捉住。他一路流亡，常常被迫在森林中过夜。然而，由于胃溃疡出血，他被迫回到巴黎急诊，但病情没有好转。1943年8月9日，苏丁因胃穿孔去世。后来被葬于巴黎的蒙帕纳斯公墓。

## 画风
苏丁是二十世纪初期表现主义的重要人物之一。他画中的形象是扭曲而粗糙的，表现出一种斯拉夫式的忧郁。他的特色是粗犷有力的形象，浓重的色彩，对视觉效果近乎野蛮的渴望。他的画作中蕴含着激情和力量，他并没有追随某个当时的画派，而只是坚持自己独特的风格。苏丁的表现主义的内涵是依靠于直觉的力量，而不拘泥于形式的束缚。他神经质的性格使得他的画风也受到影响。像梵高一样，他的画作中的色彩和造型都表现出他狂热的心情。莫迪利亚尼对苏丁的艺术创作有很大的影响。他对塞尚的了解、对非洲艺术的掌握，对当时的前卫艺术的资讯帮助苏丁形成了反学院式的风格。

## 作品
- 牛肉块（1923年）
- 賽雷风光（1919年）
- 糕点师傅（1922年，现藏于卢浮宫）
- 肉牛（1922年）
- 不祥的街道（1921年）
- 起风的街道（1939年）